# ليبرالية اجتماعية
الليبرالية الاجتماعية أو الليبرالية الاشتراكية أو الليبرالية اليسارية، تسمى أيضا ليبرالية العدالة الاجتماعية، الليبرالية الجديدة أو المعاصرة، الليبرالية الإصلاحية، ليبرالية دولة الرفاه. وهي الليبرالية بشكلها الذي يشمل العدالة الاجتماعية، وتختلف الليبرالية الاجتماعية بذلك عن الليبرالية الكلاسيكية، حيث ترى الليبرالية الاجتماعية أن من واجب الدولة الليبرالية توفير فرص العمل، الرعاية الصحية والتعليم مع الحقوق المدنية. (يتم الخلط عادة بين هذا التوجه الليبرالي وبين النيوليبرالية حيث يطلق عليهما في العربية لفظ واحد هو الليبرالية الجديدة).
والليبرالية الاجتماعية هي تطور حديث في الفكرانية (الإيديولوجيا) الليبرالية نشأت في أواخر القرن التاسع عشر وبدايات القرن العشرين وتعبر عن فكرانية الأحزاب الليبرالية التقدمية لتمييزها عن الأحزاب الليبرالية الكلاسيكية. لذلك فإن هذا المصطلح يكافيء حاليًا التقدمية الاشتراكية، خصوصا لإبراز تعارضها مع المحافظية الاشتراكية.
تقع الأحزاب الليبرالية اليسارية عادة في الوسط أو يسار الوسط في الطيف السياسي.
تدعو الليبرالية الاجتماعية إلى احترام الحرية الفردية والتسامح مع تشديدها على «الحرية الإيجابية» (التي تهتم بقدرة الأشخاص على المشاركة في العمل) وتعتبر أن حق العمل وحق أجر مناسب على العمل لا يقل أهمية عن حق التملك حيث تدعم اقتصاد السوق الاجتماعي الذي يسمح بالملكية الفردية لوسائل الإنتاج مع تنظيم الدولة للسوق بما يحقق التنافس الاقتصادي العادل وتقليل نسب التضخم وتقليل البطالة وتوفير الخدمات الاجتماعية مثل التعليم والضمان الصحي وتوفير متطلبات حقوق الإنسان، وتوظف عناصر من الرأسمالية والاشتراكية معًا لتحقيق موازنة بين الحرية الاقتصادية والمساواة بما يخدم الصالح العام.
أي أن الليبرالية الاجتماعية تقع بين الليبرالية الكلاسيكية والاشتراكية، فهي ترفض الاقتصاد الرأسمالي المطلق الذي لا يحق فيه بتاتًا للدولة التدخل في الملكية الخاصة (خلافًا لليبرالية الكلاسيكية) بينما تقبل بالملكية الخاصة لوسائل الإنتاج (خلافًا للاشتراكية) مع دعمها حق الدولة في التدخل لتحقيق مصلحة الأقل انتفاعًا من الحرية الاقتصادية.

## الأصول

### ألمانيا
في ستينيات القرن التاسع عشر في ألمانيا، أسس سياسيون ليبراليون يساريون مثل ماكس هيرش وفرانز دنكر وهيرمان شولتز-ديليتس نقابات عمالية -على غرار نظرائهم البريطانيين- من أجل مساعدة العمال على تحسين ظروف العمل والظروف الاقتصادية عن طريق التوفيق بين المصالح والتعاون مع أصحاب العمل بدلًا من الصراع الطبقي. يُعرف شولز-ديليتسش أيضًا بأنه الأب المؤسس للحركة التعاونية الألمانية ويُنسب إليه الفضل باعتباره المنظم لأول اتحادات الانتماء في العالم. أسس بعض الاقتصاديين الليبراليين الجمعية الاقتصادية الألمانية عام 1873 لتعزيز الإصلاح الاجتماعي القائم على المدرسة التاريخية للاقتصاد وبالتالي رفض الاقتصاد الكلاسيكي، واقترح طريقًا ثالثًا بين مانشستر الليبرالية والثورة الاشتراكية في الإمبراطورية الألمانية التي تأسست عام 1871.
ومع ذلك، قسّمت الحركة الليبرالية اليسارية الألمانية نفسها إلى أحزاب جديدة خلال القرن التاسع عشر. كانت الأهداف الرئيسية للأحزاب اليسارية الليبرالية - حزب التقدم الألماني وخلفاؤه - هي: حرية التعبير وحرية التجمع والحكومة التمثيلية والاقتراع السري والمتساوي الملتزم، وحماية الملكية الخاصة بينما كانوا يعارضون بشدة إنشاء دولة الرفاهية، والتي أطلقوا عليها اسم اشتراكية الدولة. كانت الاختلافات الرئيسية بين الأحزاب الليبرالية اليسارية هي الطموحات الوطنية وأهداف الشعب الفرعية المختلفة والتجارة الحرة ضد سياسة الجمارك، وبناء الاقتصاد الوطني.
في عام 1893، استخدم المؤرخ والمصلح الاجتماعي إغناز غاسترو مصطلح الليبرالية الاجتماعية، والذي انضم أيضًا إلى الجمعية الاقتصادية الألمانية. نشر البيان الاشتراكي الديمقراطي الليبرالي: مهام من أجل الليبرالية في روسيا لإنشاء مجموعة عمل من أجل الرفاهية العامة للشعب في الحزب الاشتراكي الديمقراطي الألماني، والتي رُفضت لاحقًا.
كما حافظت الرابطة الوطنية الاجتماعية التي أسسها القس البروتستانتي فريدريش ناومان على اتصالات مع الليبراليين اليساريين. لقد حاول إبعاد العمال عن الماركسية من خلال اقتراح مزيج من القومية والليبرالية الاجتماعية البروتستانتية المسيحية ذات القيمة القليلة للتغلب على العداوات الطبقية بوسائل غير ثورية. أطلق ناومان على ذلك تسمية (ليبرالية بروليتارية برجوازية متكاملة). على الرغم من أن الحزب لم يتمكن من الفوز بأي مقاعد وسرعان ما تم حله إلا أنه ظل مؤثرًا في الليبرالية اليسارية الألمانية النظرية.
في جمهورية فايمار، تأسس الحزب الديمقراطي الألماني وأصبح تابعًا للماضي الليبرالي اليساري وكان له جانب اجتماعي يساري، وآخر اقتصادي يميني، لكنه فضّل الدستور الديمقراطي على الدستور الملكي.
بعد عام 1945، ضم الديمقراطيون الأحرار معظم الليبراليين الاجتماعيين بينما انضم آخرون إلى الاتحاد الديمقراطي المسيحي في ألمانيا. حتى الستينيات، كانت الليبرالية ما بعد الحرب نموذجًا لألمانيا. كان لها تأثير نظري على الليبرالية الاجتماعية القائمة على الواجبات والحقوق.

### فرنسا
في فرنسا، تطورت النظرية الاجتماعية الليبرالية في الجمهورية الثالثة من قبل المفكرين المتضامنين، بما في ذلك ألفريد فوييه وإميل دوركايم، الذين استفادوا من علم الاجتماع وأثروا على السياسيين الراديكاليين مثل ليون بورجوا. أوضحوا أن تقسيم العمل أدى إلى فرص فردية أكبر. جادلوا بأن الفرد مدين للمجتمع، وهذا ما عزز الضرائب لدعم الأشغال العامة وخطط الرفاهية. ومع ذلك، فقد أرادوا أن تقوم الدولة بالتنسيق بدلًا من الإدارة وشجعوا خطط التأمين التعاوني بين الأفراد. كان هدفهم الرئيسي إزالة الحواجز أمام الحراك الاجتماعي بدلًا من إنشاء دولة الرفاهية.

## الفرق بين الليبرالية الاجتماعية والديمقراطية الاشتراكية
تقترب الليبرالية الاجتماعية من الديمقراطية الاشتراكية إلى حد كبير بخصوص السياسة الاقتصادية، فكلاهما يحتل موقعًا وسطًا بين الرأسمالية والاشتراكية.
أما تأريخيًا فيمكن القول أن الليبرالية الاجتماعية قد خرجت من رحم الليبرالية الكلاسيكية (الرأسمالية المطلقة) وأصبحت أكثر اشتراكية، بينما خرجت الديمقراطية الاشتراكية من رحم الاشتراكية الثورية التي تعتقد بصراع الطبقات وأصبحت إصلاحية وأقل بعدًا عن الرأسمالية.
وقد ظهرت بعض الأحزاب الليبرالية الاجتماعية نتيجة الاندماج بين أحزاب ليبرالية وأحزاب الديمقراطية الاشتراكية (أو الاجتماعية)، مثال ذلك حزب الديمقراطيين الليبراليين (أو الديمقراطيين الأحرار) في بريطانيا الذي نتج عن اندماج الحزب الليبرالي مع حزب الديمقراطيين الاشتراكيين (أو الاجتماعيين).
و علي الخريطة السياسية تعارض أخلاق الليبرالية التسلط وتبحث اشراك البشر في صناعة القرار والتركيز علي الديموقراطية
و علي الخريطة الاقتصادية والاجتماعية تشجع الليبرالية إنشاء المؤسسات باحثة التوفيق بين الحرية والمساواة وبخاصة عن طريق تأسيس إعادة التوزيع متأملة في زيادة قدرات الفرد. وتقودها نظرية المعرفة الي معالجة المشاكل الاقتصادية والاجتماعية انطلاقا من دراسة الحقاءق نفسها وإذا كانت هذه الوقائع غير سارة (نظرية الحقائق الصعبة) هذا يؤدي بهم إلى أن يكونوا أكثر استقرائية عن طريق التحليل المكثف للمعطيات الذي جادل فيه الكثير من اقتصاديين الليبرالية الاقتصادية بطريقة أكثر استنتاجية

## الليبرالية التقدمية في الولايات المتحدة
و من قبل كاترين اودارد، «الليبرالية الجديدة» لها جذور أكثر قدما من إنجلترا وفرنسا وبخاصة تم ايجاد تلك الجذور في الحركة التي الغت عقوبة الإعدام
↑. وفي نهاية القرن التاسع عشر حدث تعارض كبير بين القضاة مثل لويس براندلز والمحكمة العليا في الولايات المتحدة علي مسألة المنافسة والقوانين الاجتماعية. والغت المحكمة العليا في الولايات المتحدة أي إجراء اجتماعى اتخذته الولايات المتحدة وأيدت المحكمة سياسة عدم 